# Ahmad Khomeini
 (juillet 2025).
Le contenu est difficilement compréhensible vu les erreurs de traduction, qui sont peut-être dues à l'utilisation d'un logiciel de traduction automatique.
Ahmad Khomeini (persan : سید احمد خمینی ; 14 mars 1946 - 16 mars 1995) est un religieux et homme politique iranien. Plus jeune fils de l'ayatollah Rouhollah Khomeini, il est le « bras droit » de son père avant, pendant et après la révolution iranienne.

## Petite enfance et éducation
Ahmad Khomeini est né le 15 mars 1946 à Qom, où il a fait ses études primaires et secondaires à Owhadi et Hakin Nezami, respectivement. puis a commencé des études au séminaire et a suivi des cours de hawza primaire et secondaire. Il rejoint secrètement son père, Rouhollah Khomeini, en exil à Nadjaf.

## Carrière et activités
Considéré comme le « bras droit » de son père, dont il est très proche, et le « porte-flambeau du radicalisme anti-occidental ». Il aide à coordonner les affaires pendant et après la révolution iranienne, dans le bureau de Khomeini à Nadjaf puis en France et après le retour de l'ayatollah en Iran en février 1979,. Il avait l'habitude de visiter les zones défavorisées pour connaître leurs pénuries et a rapporté ses conclusions à l'Imam Khomeini. Ses lettres contenant les problèmes rencontrés sont disponibles. Il faisait partie des officiels qui ont suivi la formation du Fatah.
Sa carrière dans la vie politique a commencé après la mort de son frère, Mostafa. Au cours des 6 années qui ont suivi la mort de son père, il a occupé plusieurs postes de décision. Il a été chef de cabinet de son père jusqu'à la mort de son père en 1989. De l'été 1988 à 1989, mort de Khomeini, il a été l'un des décideurs de toutes les questions officielles avec Rafsandjani et Khamenei. Il était membre du Conseil suprême de sécurité nationale d'Iran sans assumer aucun poste exécutif. Il était membre du Conseil suprême de la révolution culturelle sur ordre officiel d'Ali Khamenei. Il est devenu le surveillant du mausolée de Khomeini . Il a parlé à plusieurs reprises contre l'Amérique, Israël et ce qu'il a qualifié de "capitalistes iraniens exploiteurs".

### Pendant la crise des otages
Pendant la crise des otages en Iran, il a eu un "rôle proéminent" et a fait "des déclarations anti-américaines sévères". Selon les otages, après la visite d'Ahmad à l'ambassade alors occupée, il a salué les étudiants et les a félicités pour leur action. Insistant sur le fait que certains des otages étaient des agents de la CIA sur la base des documents découverts, il a répété la menace de son père "de traduire en justice certains des captifs pour espionnage" si le Shah récemment renversé "n'était pas renvoyé en Iran".

### Pendant la guerre Iran-Irak
Pendant la guerre, il a joué un rôle important en signalant les problèmes généraux du gouvernement à son père et en relayant les messages de l'imam aux autorités et autres. Il avait également l'habitude de représenter son père et d'autres hauts fonctionnaires.

### Vie privée
Son épouse était Fatemeh Soltani Tabatabai, fille du grand ayatollah Mohammad Bagher Soltani Tabatabai Borujerdi, nièce de l'imam Musa Sadr, chef religieux chiite du Liban. Elle était également la sœur de Sadegh Tabatabai.

## Mort
Selon des médias progouvernementaux, Ahmad Khomeini a subi un arrêt cardiaque le 12 mars 1995 et est tombé dans le coma. Il est mort cinq jours plus tard, le 17 mars 1995, quelques heures après avoir été connecté à un appareil de survie. Le gouvernement iranien a annoncé deux jours de deuil national après la mort d'Ahmad Khomeini. Ahmad Khomeini est enterré à côté de son père dans un grand sanctuaire au sud de Téhéran, où son fils, Hassan Khomeini, est le surintendant.
Au moins un auteur a considéré sa mort comme suspecte, déclarant "qu'il est mort dans son sommeil", sans mentionner la crise cardiaque cinq jours avant et le coma suivant. Selon l'Assemblée des Forces de la Ligne de l'Imam, le Tehran Times a rapporté que les rumeurs concernant la mort d'Ahmad Khomeini avaient été initialement publiées par Alireza Nourizadeh, un "espion britannique" présumé selon le gouvernement. Sous la contrainte, son fils, Hassan Khomeini l'a confirmé, qualifiant les rumeurs de sans fondement et a répété qu'il avait été créé par un «espion britannique».
Cependant, des sources non gouvernementales affirment qu'Ahmad Khomeini a bel et bien été tué après avoir été victime du chef suprême, l'ayatollah Ali Khamenei, et du président de l'époque, Hashemi Rafsandjani. À plusieurs reprises, Hassan Khomeini lui-même a déclaré publiquement que son père avait été empoisonné par les agents des services de renseignement iraniens à l'aide de comprimés que son père avait reçus à l'hôpital.